# Coppa Intercontinentale FIFA
La Coppa Intercontinentale FIFA (in inglese FIFA Intercontinental Cup) è una competizione calcistica per squadre di club che mette a confronto le vincitrici dei principali tornei continentali delle sei confederazioni affiliate alla FIFA. La formula del torneo prevede che le sei squadre si affrontino in gare a eliminazione diretta, con la vincitrice della UEFA Champions League già qualificata di diritto alla finale. La prima edizione si è svolta nel 2024.
La squadra vincitrice è considerabile come campione del mondo FIFA, seppur esclusivamente per l'anno solare di riferimento.

## Storia
Il 16 dicembre 2022 il Consiglio della FIFA ha approvato l'allargamento delle partecipanti della Coppa del mondo per club FIFA da 7 a 32 squadre, a partire dall'edizione 2025; inoltre la FIFA ha stabilito che il torneo si sarebbe svolto con cadenza quadriennale e non più annuale. Accogliendo la richiesta delle confederazioni continentali di far sì che le vincitrici dei loro principali tornei continuassero a confrontarsi annualmente, il 14 marzo 2023 il Consiglio della FIFA ha approvato la creazione di un'altra competizione annuale, con la prima edizione che si sarebbe svolta nel 2024.
La competizione, in seguito rinominata Coppa Intercontinentale FIFA, vede la partecipazione dei vincitori della AFC Champions League, della CAF Champions League, della CONCACAF Champions Cup, della CONMEBOL Coppa Libertadores, della OFC Champions League e della UEFA Champions League, sostituendo di fatto la vecchia formula (in vigore fino al 2023) della Coppa del mondo per club FIFA (con la sola differenza che i vincitori del campionato di massima serie della nazione ospitante non vengono ammessi) e mantenendone il titolo di campione del mondo annuale per club.

## Formato
La competizione consiste in una serie di spareggi interconfederali tra i vincitori della AFC Champions League, della CAF Champions League, della OFC Champions League, della CONCACAF Champions Cup e della CONMEBOL Coppa Libertadores, mentre i vincitori della UEFA Champions League sono qualificati direttamente alla finale.
- Primo turno: i vincitori della OFC Champions League affrontano i vincitori della AFC Champions League o quelli della CAF Champions League, a rotazione annuale, nello "Spareggio Coppa Africa-Asia-Pacifico FIFA", in casa del club con il migliore ranking FIFA.
- Secondo turno: la squadra vincitrice dello "Spareggio Coppa Africa-Asia-Pacifico FIFA" affronta i vincitori della CAF Champions League o della AFC Champions League, a seconda della rotazione, nella "Coppa Africa-Asia-Pacifico FIFA", in casa del club con il migliore ranking FIFA. Nello stesso turno i vincitori della CONMEBOL Coppa Libertadores sfidano quelli della CONCACAF Champions Cup nel "Derby delle Americhe FIFA", in una sede neutra.
- Spareggio: i vincitori della "Coppa Africa-Asia-Pacifico FIFA" e del "Derby delle Americhe FIFA" si affrontano tra di loro nella "Challenger Cup FIFA", in una sede neutra.
- Finale: i vincitori della "Challenger Cup FIFA" affrontano i vincitori della UEFA Champions League nella "Coppa Intercontinentale FIFA", in una sede neutra.

Se una partita termina in pareggio, è prevista la disputa dei tempi supplementari. In caso di ulteriore parità sono previsti i tiri di rigore per determinare la squadra vincitrice.

## Trofei
Il trofeo della Coppa Intercontinentale FIFA è simile come design a quello messo in palio dalla Coppa del mondo per club FIFA dal 2005 al 2023. È costituito da una base circolare con sei pilastri che si estendono verso l'alto, sostenendo un globo con l'aspetto di un pallone da calcio. Il trofeo è di colore oro e presenta una targa sulla base con il nome e l'anno del torneo.
I tre trofei accessori per i primi turni del torneo ricordano delle versioni più piccole del trofeo della Coppa Intercontinentale FIFA. I trofei sono di colore argento e presentano una base circolare con quattro pilastri che si estendono verso l'alto, sostenendo un globo con l'aspetto di un pallone da calcio. I trofei sono identici tra loro a parte la targa sulla base che riporta il nome di ogni coppa e si differenzia per il colore utilizzato: rosso per la Coppa Africa-Asia-Pacifico FIFA, blu per il Derby delle Americhe FIFA e bianco per la Challenger Cup FIFA.

## Albo d'oro

### Coppa Intercontinentale FIFA
| Anno | Vincitore   | Risultato | Secondo posto | Sede della finale |
| ---- | ----------- | --------- | ------------- | ----------------- |
| 2024 | Real Madrid | 3–0       | Pachuca       | Qatar             |

### Trofei accessori
| Anno | Challenger Cup | Derby delle Americhe | Coppa Africa-Asia-Pacifico |
| ---- | -------------- | -------------------- | -------------------------- |
| 2024 | Pachuca        | Pachuca              | Al-Ahly                    |

## Statistiche

### Medagliere
Per club
| Club        | 1º posto | 2º posto | Totale |
| ----------- | -------- | -------- | ------ |
| Real Madrid | 1        | 0        | 1      |
| Pachuca     | 0        | 1        | 1      |

Per Federazione
| Federazione | 1º posto | 2º posto | Totale |
| ----------- | -------- | -------- | ------ |
| Spagna      | 1        | 0        | 1      |
| Messico     | 0        | 1        | 1      |

Per Confederazione
| Confederazione | 1º posto | 2º posto | Totale |
| -------------- | -------- | -------- | ------ |
| UEFA           | 1        | 0        | 1      |
| CONCACAF       | 0        | 1        | 1      |

### Classifica perpetua
Aggiornata all'edizione 2024.
| Pos. | Naz.                           | Squadra       | Part. | G | V | N | P | GF | GS | DR | Punti | Titoli vinti | Finali disputate |
| ---- | ------------------------------ | ------------- | ----- | - | - | - | - | -- | -- | -- | ----- | ------------ | ---------------- |
| 1    | Egitto (bandiera)              | Al-Ahly       | 1     | 2 | 1 | 1 | 0 | 3  | 0  | +3 | 4     | 0            | 0                |
| 2    | Messico (bandiera)             | Pachuca       | 1     | 3 | 1 | 1 | 1 | 3  | 3  | +0 | 4     | 0            | 1                |
| 3    | Spagna (bandiera)              | Real Madrid   | 1     | 1 | 1 | 0 | 0 | 3  | 0  | +3 | 3     | 1            | 1                |
| 4    | Emirati Arabi Uniti (bandiera) | Al-Ain        | 1     | 2 | 1 | 0 | 1 | 6  | 5  | +1 | 3     | 0            | 0                |
| 5    | Brasile (bandiera)             | Botafogo      | 1     | 1 | 0 | 0 | 1 | 0  | 3  | -3 | 0     | 0            | 0                |
| 6    | Australia (bandiera)           | Auckland City | 1     | 1 | 0 | 0 | 1 | 2  | 6  | -4 | 0     | 0            | 0                |

### Riconoscimenti individuali
| Anno | Pallone d'oro   | Pallone d'argento | Pallone di bronzo |
| ---- | --------------- | ----------------- | ----------------- |
| 2024 | Vinícius Júnior | Federico Valverde | Elías Montiel     |